# Le colt est ma loi
Pour plus de détails, voir Fiche technique et Distribution.
Le colt est ma loi (La colt è la mia legge) est un western spaghetti hispano-italien sorti en 1965, réalisé par Alfonso Brescia.

## Synopsis
San Felipe est un bourg où les vols sont nombreux. Deux agents fédéraux sont envoyés pour enquêter sur le principal suspect, un propriétaire du coin. Le premier agent se fait embaucher dans son ranch, le second devient le fiancé de la fille du suspect.

## Fiche technique
Sauf indication contraire, les informations mentionnées dans cette section peuvent être confirmées par la base de données cinématographiques IMDb,  présente dans la section « Liens externes ».
- Titre français : Le colt est ma loi[2] ou Le colt c'est ma loi[3]
- Titre original italien : La colt è la mia legge
- Titre espagnol : La ley del colt[1]
- Genre : Western spaghetti
- Réalisateur : Alfonso Brescia
- Scénario : Alfonso Brescia, Ramón Comas[4],[1], John Turner[1], Adriano Micantoni[4], Mario Musy[4], Franco Cobianchi[4]
- Production : U.C.I. Cine 3, C.C. Trebol Film, Procensa Film
- Photographie : Eloy Mella
- Montage : Nella Mannuzzi
- Durée : 92 minutes
- Musique : Carlos Castellano Gomez
- Pays de production :  Espagne[1],  Italie
- Langue originale : italien
- Dates de sortie :
  - Italie : août 1965[5]
  - Espagne : 1966[1]
  - France : 1971?[2]

## Distribution
Sauf indication contraire, les informations mentionnées dans cette section peuvent être confirmées par la base de données cinématographiques IMDb,  présente dans la section « Liens externes ».
- Ángel del Pozo (it) (sous le pseudonyme d'Anthony Clark) : George Benson
- Miguel de la Riva (sous le pseudo de Michael Martin) : Ringo / Peter Webb
- Luciana Gilli : Lisa
- Pietro Tordi : Doc
- Franco Cobianchi (sous le pseudo de franco D'Este) : Henry O'Brien
- Stella Finney : fille dans la seconde diligence
- Rafael Alcántara : O'Brien